# 特别党员
特别党员是指中国共产党内党员身份特别保密不公开的党员。1938年10月中共六届六中全会张闻天做的《关于抗日民族统一战线与党的组织问题》报告中指出：“凡党员处于特别地位，而不过一般党的组织生活者，谓之特别党员。”一般是有一定社会地位和社会影响力的人物，秘密发展入党，由党内高级领导人直接掌握、单线联系、不和地方党组织发生横向联系、不受地方党组织管辖、不过党的组织生活。
特别党员一般由中高级党委甚至由中央批准。中共七大通过的党章规定：“在特殊情形下，县委以上之党委及相当于县委之党委，有权直接决定个别地接收新党员。”1939年5月4日，中央书记处决定，凡特别党员，“不编入秘密支部，只同省委一级常委以上发生关系。”1940年4月21日，中共中央书记处书记、中央组织部部长陈云和中央组织部副部长李富春在致中共晋西区委员会书记林枫电报中再次强调：“特别党员仍照过去办法发生个别关系，不参加一般支部。”
抗战初期，在中共党组织和党员数量大发展背景下，出现了把党的同情者作为特别党员发展的做法。中共中央政治局候补委员，中央军委总政治部主任王稼祥发现后，写信给中共中央要求对此错误予以纠正。随后1939年10月7日中共中央组织部发出《关于执行中央巩固党的决定的指示》：“特别党员之劝其为党外同情者或开除党籍时，须个别慎重适当的解决，他们出党之后应有专门人员经常与之发生连系，准备试办建立党的同情组织。”延安中共中央党校副校长谢觉哉在向学员讲授“党的建设”课时对特别党员这一身份指出：“一定政治上没问题的，不是为着利用他，仅为工作关系，故作特别党员。”肯定了特别党员必须是政治上合格的、符合党员条件的；否定了把特别党员看成是利用与被利用的同盟关系。也就是说，特别党员不是党的同盟者而是党员。解放战争革命形势迅猛发展的背景下，有些地方出现了把党的同盟者作为特别党员进行发展的错误做法。时任中共中央书记处候补书记、中共中央政治局委员兼中央组织部部长彭真发现后及时予以纠正。

## 特别党员与地下党员、秘密党员的区别
特别党员的政治身份在中共内部也仅为个别高级领导人单独掌握、单线联系。而在敌区的地下党组织的成员都是地下党员、秘密党员。例如：1938年6月，张闻天和刘少奇联名致电北方局军委书记朱瑞：“在牺盟及其他一切群众团体的领导机关与政府机关中之党员，均须组织党团，但须特别注意秘密工作，不要使关系暴露，并根据情况保持某些同志为特别党员。”1946年1月5日，陈毅就郝鹏举部起义事致电中共中央：“郝部有两个师长是特别党员；另外我们由淮北区打入十几个秘密党员，均担任官佐。”这两个任师长的特别党员是：第3军军长兼第1师师长乜庭宾（1945年9月入党）和第2师师长张奇（1945年10月入党）。在郝鹏举起义投共、复又叛回国民党阵营过程中，二人的特别党员身份没有暴露。后乜庭宾、张奇分任暂编第23师第46旅正副旅长。1948年10月乜庭宾在江苏省靖江秘密策划起义被告密，乜庭宾带1个排投奔苏中解放区。随后暂编第23师编入国民革命军第一〇六军第282师，张奇任师长。1949年2月7日张奇率该师5000余人起义，北渡长江到达无为解放区。

## 著名的特别党员
- 朱德：1922年11月在德国留学的朱德在张申府以及周恩来的介绍下，陈独秀代表中央批准入党。但对朱德的党籍保密，对外仍以国民党员名义活动。
- 彭德怀：1928年4月段德昌介绍，由中共南（县）华（容）安（乡）特委通过，报湖南省委批准入党，时任湘军营长、团长。
- 罗炳辉：1929年入党，时任国民党江西吉安县靖卫大队大队长。1929年11月15日，根据党组织的指示，在吉安率所部600余人起义，编为江西红军独立第五团。
- 赵博生：1931年10月入党，时任国民革命军第26路军参谋长。1931年12月，同董振堂、季振同等率部1.7万发动宁都起义，改编为中国工农红军第五军团。
- 邵飘萍：1925年由罗章龙、李大钊发展入党，由罗章龙直接联系。[11]
- 杨度：由潘汉年介绍，由中央政治局常委周恩来批准入党，并由周恩来单线联系。1975年10月，周恩来在重病中和王冶秋谈话时说，在重新修订《辞海》时，对中国近代历史人物的评价要客观公正。他特别提到了杨度晚年参加共产党一事：“他晚年参加了党，是我领导的，直到他死。”要在“杨度”词条写入他是中共党员、为党做过一些工作。[12]
- 胡鄂公：曾任北洋政府教育次长。由李大钊发展入党
- 吉鸿昌：中共七大确认为革命烈士。
- 王以哲：东北军第六十七军军长。1936年7月由周恩来介绍入党。
- 江浩：北洋国会议员、天津烟酒公卖局局长身份掩护革命。
- 郭沫若：1928年2月周恩来与郭沫若谈话，令其保留党籍出国前往日本避难，做学术研究积累声望，将来以公开的无党派面目做文化圈的领袖。抗战暴发后回国，应陈诚邀请以无党派身份就任國民政府軍事委員會政治部三厅厅长之职。郭与周恩来、邓颖超编为一个党小组开会。郭沫若还与邓颖超一起作为入党介绍人，发展于立群入党。1938年胡风指出当时的文化界“没有像鲁迅先生那样一声号召可以波动世界的大作家。”周恩来认为郭沫若适合扮演这个角色，向中共中央提出这个建议。1938年夏天中共中央党内决定：郭沫若为鲁迅的继承者、中国革命文化界的领袖。[13]
- 王昆仑：国民革命军总司令部政治部秘书长、国民政府立法委员、中国国民党候补中央执行委员。1933年入党。
- 刘少白：晚清贡生、民初国会议员。1937年8月在太原由王若飞、安子文介绍入党。创办晋绥边区发钞行西北农业银行。1948年3月1日毛泽东写的党内指示《关于民族资产阶级和开明绅士问题》一文中说：“晋绥边区的刘少白……在抗日战争和抗日战争以后的困难时期内，曾经给我们以相当的帮助。”[14]
- 陈翰笙：北京大学教授、中央研究院社会科学研究所副所长（主持工作）、著名经济学家和国际活动家。1925年由李大钊、苏联驻北京大使馆介绍加入共产国际。
- 续范亭：1938年由八路军第一二〇师政委关向应介绍入党，由罗贵波和南汉宸联系的特别党员。1947年临终前以遗书的方式重新申请入党并经中共中央批准公开其党员身份。
- 赵寿山：1942年秋经毛泽东批准入党，时任国民革命军第三十八军军长。范明在向毛泽东汇报赵寿山要求入党的基本情况时，毛泽东说：“这是个原则性和灵活性相结合的大问题”“中央原则上同意赵寿山的申请，可做为一个特别党员。但为了防止暴露，不举行入党仪式、不办理入党手续、在党内不公开。待时机成熟后，再追认党籍，党龄可以从‘双十二’算起。”[15]
- 黃顯聲：1936年8月入党，时任东北军骑兵军副军长。
- 常恩多：东北军第111师师长。1939年春入党。1942年8月3日重病中在病榻上率部起义，率2000余官兵投奔八路军莒南抗日根据地。8月9日部队转移途中病逝。
- 万毅：1938年3月，由张文海和谷牧介绍入党，时任东北军团长，后升旅长。
- 张克侠：1929年入党。1949年11月发动贾汪起义。毛泽东、朱德致贾汪起义将领电称起义“极有助于革命战争的发展”。
- 何基沣：国民革命军第七十七军副军长。1939年1月被豫鄂边区特委批准入党。1949年11月发动贾汪起义。
- 魏凤楼：1938年入党。1945年9月5日，率汪伪第四方面军独立师2000余人在河南西华县起义，编为八路军冀鲁豫军区豫东部队。
- 谢庆云：1944年入党，时任汪伪第二方面军第四军副军长
- 王清翰：1948年入党，时任国民革命军第一〇七军（军长孙良诚）第260师师长
- 胡愈之：1933年秋入党，著名的民主人士、社会活动家。参与领导的1936年10月国统区悼念鲁迅的活动。
- 胡咏琪：1939年初入党，时任上海保险业同业公会主席，宁绍保险公司总经理。
- 丛德滋：1938年入党。利用兰州民众通讯社社长的公开身份，积极营救失散红军西路军人员，并帮助一些进步青年通过八路军驻兰州办事处前往延安参加革命。后由八路军驻兰州办事处中共代表谢觉哉安排打入第八战区政治部任曾扩情的秘书。1941年1月20日遭秘捕，1942年4月19日在狱中遇害，年仅32岁。
- 周之友：1946年入党，大汉奸周佛海之子。
- 周镐：军统少将。1946年夏，经徐楚光介绍，中共中央华中分局书记邓子恢、副书记谭震林批准入党。
- 李世俊：1938年春由刘少奇介绍入党，任陕甘宁边区政府建设厅技正，对外保持无党派人士身份对晋绥军做统战工作
- 沈其震：1941年入党，任新四军军医处处长，对外保持无党派人士身份“为了便于我外出工作，继续动员医药等方面专家以及争取急需物资到解放区”。
- 罗生特：在新四军工作的奥地利医生，1942年春被发展为中共特别党员。
- 颜秀五：抗战时苏北地方军阀、投日汉奸。由陈毅发展
- 曹艺：作家曹聚仁的胞弟。1938年由朱德发展入党。
- 詹大悲：辛亥元老。
- 黄贤度：1937年入党，时任江西省上高县长。建国后任江西省人大常委会副主任、民革江西省主委。
- 汤景延：汪伪通海自卫团团长
- 袁殊：受潘汉年单线领导的特别党员，任汪伪清乡委员会政治工作团长、汪伪江苏省教育厅长
- 卢绪章：1937年入党，以中共秘密经费开办广大华行任总经理，抗战时期在重庆与中统、军统、及陈果夫等党政军各界交朋友、做生意。后发展为华润公司。
- 华克之：原为国民党左派，1935年11月1日与王亚樵、孙凤鸣等策划刺杀蒋介石、汪精卫，遭通缉投奔延安。1939年经周恩来、潘汉年介绍入党，长期从事地下工作。
- 牟宜之：1938年春入党，时任山东省乐陵县县长。1939年春前往重庆，以其姨父丁惟汾的关系，经常活动于丁惟汾、白崇禧、李济深、邵力子等人之间做上层工作。
- 曹孟君：女，1933年入党。抗战时重庆妇女运动活动家，领导中国民主实践社等团体
- 吕一峰：1933年入党，汪伪国民政府监察委员、伪华北新民会驻京办事处主任
- 李杜：1945年入党。东北义勇军著名将领。抗战胜利后，国共争夺东北的抗日政治名分，撰写《东北抗日联军之沿革》等文章发表在《新华日报》。1947年7月，参加了李济深、蔡廷锴、何香凝等民主人士组织的反对内战活动，并被推选为民主促进会与三民主义同志联合会合组的联席会议委员。
- 何思敬：1932年5月由韩托夫、沈志远介绍入党，时为中山大学法学院副院长、教授。
- 蔡叔厚：1927年冬入党。
- 杜任之：太原绥靖公署秘书、山西大学教授。后任山西大学法学院院长
- 李茂堂：1926年由罗承运、林达夫介绍入党。1932年担任中共安康特委书记。1935年9月中共陕西省委在郑州召开常委扩大会议被捕，假意答应帮助徐恩曾为中统做事，“保释”后与地下党王超北取得了联系做详细汇报。中共上海临时中央局军委代理书记王世英通过王超北给了李茂堂一个指示：“趁此机会打入敌人内部，单线联系、长期潜伏，越貌似反动越好。”抗战初期任陕西省党部调查室副主任（中统）、主任、西北局专员。毛泽东听了李克农的汇报后，亲自批准李茂堂为中共“特别党员”、恢复党员身份。